# Kill to Get Crimson
| Recensione | Giudizio |
| ---------- | -------- |
| AllMusic   |          |

Kill to Get Crimson è il quinto album della carriera solista di Mark Knopfler, pubblicato il 17 settembre 2007, a quasi tre anni di distanza dal precedente lavoro, Shangri-La.

## Il disco
Dopo aver attraversato le americhe per ben tre album, Mark Knopfler ritorna in Europa con un'opera impregnata di valzer, polke e addirittura melodie dal sapore medioevale. Si tratta di vere e proprie pennellate di flauti, chitarre e fisarmoniche e la metafora pittorica è ben presente fin dalla copertina che raffigura un quadro di John Bratby.
Osservando la sequenza dei pezzi proposti, si nota la mancanza di un singolo di richiamo. Si traccia un percorso senza clamori da godersi con calma e tranquillità. È corretto segnalare In the Sky, il pezzo finale che è una ballata epica di sette minuti dove la chitarra di Knopfler si intreccia con eleganti zampilli al sax di White e alle tastiere di Fletcher. I pezzi con maggior ritmo sono True Love Will Never Fade (scelto come singolo per l'Europa), Punish the Monkey (scelto come singolo per gli Stati Uniti) e Let It All Go che contiene la strofa che dà il nome all'album.

## Tracce
Testi e musiche di Mark Knopfler.
1. True Love Will Never Fade – 4:21
2. The Scaffolder's Wife – 3:52
3. The Fizzy and the Still – 4:07
4. Heart Full of Holes – 6:36
5. We Can Get Wild – 4:17
6. Secondary Waltz – 3:43
7. Punish the Monkey – 4:36
8. Let It All Go – 5:17
9. Behind with the Rent – 4:46
10. The Fish and the Bird – 3:45
11. Madame Geneva's – 3:59
12. In the Sky – 7:29

## Formazione

### Gruppo
- Mark Knopfler - voce e chitarra
- Guy Fletcher - tastiera, piano e clavinet
- Glenn Worf - basso
- Danny Cummings - batteria

### Altri musicisti
- Chris White - sax, clarinetto e flauto
- Frank Ricotti - vibrafono
- Ian Lowthian - fisarmonica
- Steve Sidwell - tromba
- John McCusker - violino

## Classifiche
| Classifica (2007)        | Posizione massima |
| ------------------------ | ----------------- |
| Australia                | 41                |
| Austria                  | 10                |
| Belgio (Fiandre)         | 11                |
| Belgio (Vallonia)        | 12                |
| Danimarca                | 5                 |
| Finlandia                | 15                |
| Francia                  | 9                 |
| Germania                 | 2                 |
| Italia                   | 2                 |
| Norvegia                 | 2                 |
| Paesi Bassi              | 4                 |
| Portogallo               | 29                |
| Regno Unito              | 9                 |
| Spagna                   | 9                 |
| Stati Uniti              | 26                |
| Stati Uniti (digital)    | 14                |
| Stati Uniti (rock)       | 9                 |
| Stati Uniti (tastemaker) | 6                 |
| Svezia                   | 4                 |
| Svizzera                 | 3                 |